# Hipertensión intracraneal
En medicina, el síndrome de hipertensión intracraneal o hipertensión intracraneal es un incremento en la presión hidrostática del interior de la cavidad craneal, en particular en el líquido cefalorraquídeo, debido a la suma de presiones que ejercen los elementos intracraneales. Es referida como una presión atmosférica por encima de 10-15 mmHg (aproximadamente 70-150 cm H2O), medida a nivel intraventricular o en el espacio subaracnoideo lumbar.

## Etiología
Debido a que la cavidad ósea del cráneo no es expansible, el volumen intracraneal está considerablemente restringido. Cualquier eventualidad que añada volumen a este espacio aumentará la presión intracraneal. Por lo general, las lesiones ocupantes de espacio, como los hematomas, tumores, abscesos y aneurismas y el edema causado por traumatismos aumentan el volumen cerebral. Mientras que las obstrucciones venosas, la hiperemia e hipercapnia causan un volumen sanguíneo aumentado. Por su parte, la producción aumentada, absorción disminuida u obstrucción del flujo del líquido cefalorraquídeo causa un aumento del volumen de ese líquido.

### En la infancia o adolescencia
- Traumatismo craneoencefálico[3][4]
- Hidrocefalia[5]
- Aumento volumen líquido cefalorraquídeo
- Neoplasia intracraneal
- Trastornos metabólicos (hiponatremia)
- Enfermedades infecciosas (meningitis, encefalitis)

### En adultos
- Traumatismo craneoencefálico
- Hemorragia intracraneal
- Tumores y otras lesiones ocupantes de espacio (por ej. abscesos)
- Hidrocefalia
- Pseudotumor cerebral (causa desconocida),[6] vista en obesos, embarazadas, uso de anticonceptivos, etc.
- Eclampsia

## Clasificación
1. HIC por incremento del volumen de líquido cefalorraquídeo
2. HIC por incremento del volumen cerebral (parénquima)
3. HIC por incremento del volumen sanguíneo

## Patogenia
| Enlace a una foto de un moderado incremento en el volumen intraventricular |

Cuando la presión intracraneal aumenta, se produce hipoxia por disminución de la perfusión cerebral y aumenta el riesgo de hernia cerebral. Inicialmente, los mecanismos compensatorios desvían el LCR y producen vasoconstricción para redistribuir el volumen intracraneal. Con el aumento sostenido de la presión intracraneal, disminuye la elastancia que es la capacidad de expansión cerebral, dando inicio a edema cerebral, isquemia, herniación y, si no se interviene, muerte cerebral.
1. Trastornos de la circulación del líquido cefalorraquídeo, por ejemplo, un tumor intraventricular que cause bloqueo del drenaje del LCR.
2. Edema cerebral, producto de un aumento en el contenido de agua en el cerebro.
3. Lesión ocupante de espacio (LOE) causando un aumento en el volumen parenquimatoso.[7]

### Doctrina Monro-Kelly

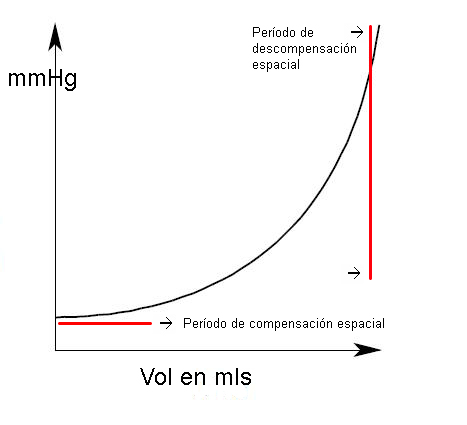
Curva de Presión/Volumen del espacio intracraneal. A medida que aumenta (hacia la derecha) el volumen intracraneal, la regulación homeostática mantiene la presión intracreaneal. A partir de cierto punto, pequeños cambios de volumen generan cambios importantes de presión intracraneal (parte vertical de la curva).

La sumatoria de todos los volúmenes intracraneales es siempre una constante (k) mantenida por regulación homeostática, o sea, un balance cualitativo:
Vc + Va + Vv + VLCR = K
donde, Vc es el volumen del parénquima cerebral; Va es el volumen arterial; Vv es el volumen venoso; y VLCR es el volumen del LCR. 
Si ocurriera que se añade un volumen nuevo (por ejemplo, un tumor, un hematoma o un aneurisma) o se incrementara uno de los volúmenes ya existentes (por ejemplo, edema, hemorragia o hidrocefalia) los mecanismos compensatorios hacen que los otros volúmenes disminuyan proporcionalmente para mantener la constante (k) en el mismo valor. Si Vn fuere un volumen nuevo:
Vc + Va + Vv + VLCR + Vn = K
Los mecanismos compensatorios incluyen la reabsorción del LCR o desviación al espacio intrarraquídeo o subaracnoideo, salida de sangre venosa y vasonconstricción arteriolar y modificaciones en el espacio intracelular del parénquima cerebral.

### Etapas de la HIC
Las etapas evolutivas de una hipertensión intracraneal suelen comenzar con una modificación del volumen intracraneal a expensas del desplazamiento de uno de los componentes líquidos sin variación cuantitativa de la presión. La segunda etapa cursa con una ligera elevación de la presión intracraneal y se inicia sintomatología como consecuencia de la resistencia a la entrada de sangre al lecho vascular cerebral, especialmente bradicardia e hipertensión arterial. Tercero, hay un incremento importante de la PIC, la sintomatología es abundante, con hipoxia severa e isquemia cerebral. Finalmente aparece la sintomatología bulbar e irreversibilidad del proceso. La clínica indica agonía del control de las funciones autónomas.
La hernia cerebral es el desplazamiento del parénquima cerebral, a través de una cisura o un gran agujero del cráneo, pudiendo ser unilateral o bilateral, y la fisiopatología está en función de la localización de la hernia.

## Síntomas
Tetrada clásica de la hipertensión intracraneal:
- Cefalea crónica progresiva por irritación de los vasos sanguíneos, la duramadre y los nervios sensitivos. Suele ser pulsátil y no responde a los analgésicos comunes.
- Tinnitus pulsátil, sonido de palpitación al ritmo del latido de su corazón en un oído o ambos.
- Vómitos por compresión del centro emético bulbar, clásicamente expulsivos, no precedidos de náuseas.
- Papiledema, por aumento de la presión dentro del espacio subcranoideo y perióptico. Suele estar presente en un 50 % de los pacientes con HIC.

Otros síntomas y signos incluyen
- Visión borrosa
- Distensión del tallo cerebral, liberando catecolaminas en un último esfuerzo para prevenir isquemia, causando:
  - Hipertensión arterial (respuesta de Cushing)[10]
  - Bradicardia
  - Disrritmias respiratorias

- Dolor sordo, difuso y mal localizado por tracción
- Lesión del III nervio craneal (nervio motor ocular común) y parálisis del VI par (nervio motor ocular externo)[11]
- Trastornos de la conciencia
- Coma y muerte cerebral por isquemia prolongada

## Diagnóstico
- Clínico: basado en los síntomas
- Radiografía: TAC y resonancia magnética
- Registo y trazado de la PIC
- Eco Doppler Transcraneal

## Tratamiento
El tratamiento de la hipertensión endocraneana tiene dos modalidades, las medidas de orden general y las de orden específico. La posición de la cabeza del paciente debe valorarse de manera individual, por lo general, se inclina 30-45° sobre el nivel de la aurícula izquierda para producir mejoraría el drenaje venoso. Otra medida general controversial es la de inducir hiperventilación en el sujeto para rápidamente reducir la tensión intracraneal. La hiperventilación produce una reducción de la presión de CO2 circulante en la sangre, alcalosis celular y una consecuente vasoconstricción que tiende a reducir de forma rápida la presión endocraneana. Sin embargo, la hiperventilación aumenta el riesgo de isquemia cerebral y otros efectos adversos sistémicos. Sin duda, una vía aérea permeable y buen aporte de oxígeno es requerido en pacientes con HIC.

### Fluidoterapia
El manejo de fluidos corporales también está indicado en pacientes con HIC a dosis de resucitación que se aplican durante los estados de hipotensión arterial en pacientes con traumas craneales asociados o no. Dentro de sus efectos se plantean:
- Incremento del volumen circulante.
- Hemodilución y sus ventajas.
- Disminución de la PIC por la respuesta vasoconstrictora que desencadenan.

Los compuestos más utilizados son el Ringer-Lactato a dosis de 40 ml/kg, la solución Salina hipertónica 7,5 % a dosis de 4 ml/kg y coloides.

### Manitol

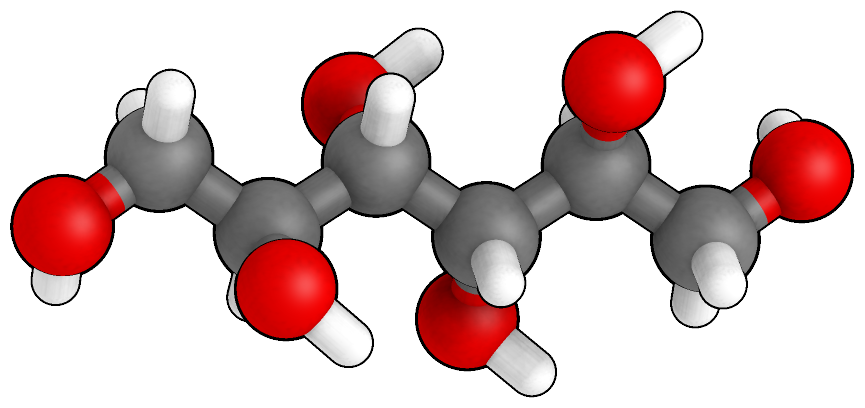
Ilustración tridimensional de la molécula de manitol, un diurético osmótico indicado para reducir la presión intracraneal.

El manitol es el diurético osmótico que con más frecuencia se indica para rápida y efectivamente disminuir el volumen de agua en los tejidos cerebrales y mejorar la compliancia. Se emplea en solución intravenosa con manitol al 20 % en dosis entre 0,25 y 1 g/kg/peso. La utilización simultánea de diuréticos de asa, específicamente furosemida, incrementa el efecto del manitol. Su administración debe hacerse 15 minutos después del osmótico.
El efecto ventajoso del manitol se fundamenta en la reducción de la resistencia del parénquima cerebral a la compresión causada por la hipertensión intracraneal. El manitol también causa vasoconstricción cerebral, disminuye la viscosidad sanguínea, mejorando el gasto y perfusión cerebral. 
Sin embargo, el uso prolongado del manitol y/o una retirada o desuso de forma rápido puede causar la reaparición de hipertensión endocraneana por mecanismo de rebote. La osmolaridad sanguínea por encima de 320 mOsm/L puede provocar daño renal. El uso del manitol puede también desencadenar edema pulmonar por atrapamiento de las macromoléculas, hiperpotasemia, disbalances de líquidos y electrolitos y acidosis, por lo que su uso debe ser controlado y bajo estricta vigilancia médica. La administración de manitol debe hacerse preferentemente a través de una vena profunda o una periférica de calibre grueso, pues provoca flebitis química con alta frecuencia.

### Medicamentos

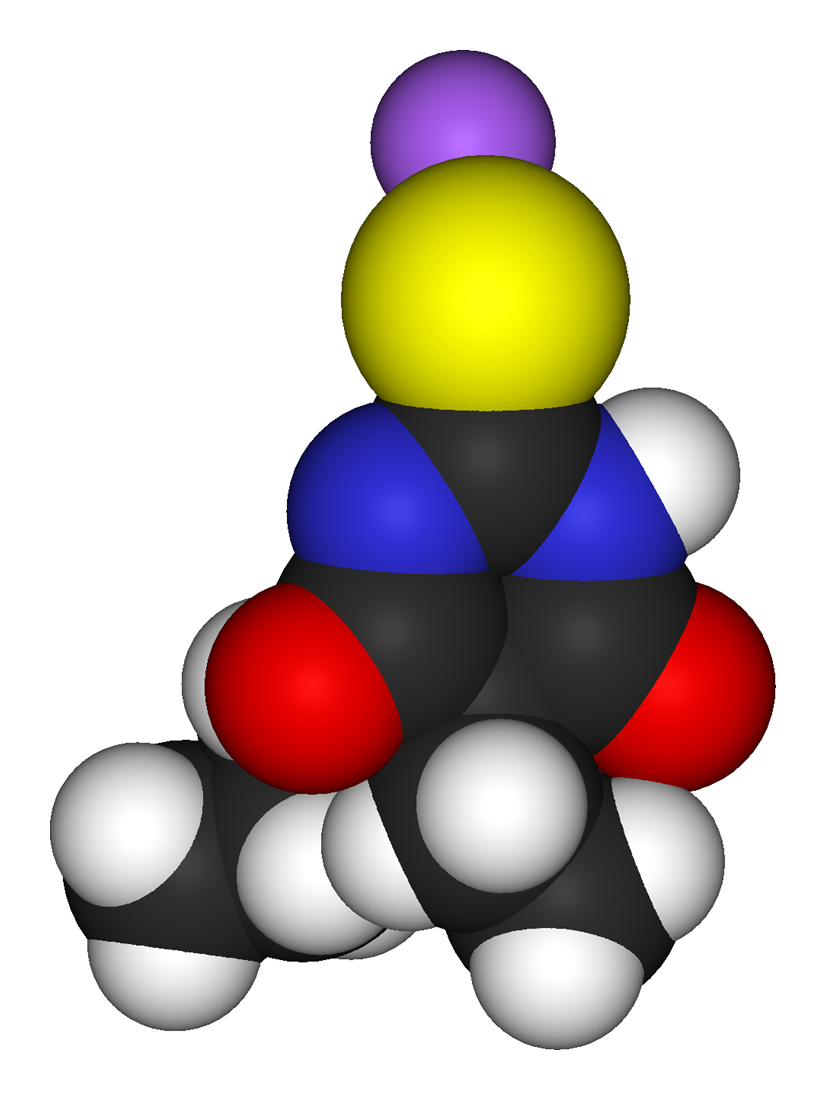
Imagen tridimensional del Tiopentato de sodio (el átomo de sodio de color violeta), un barbitúrico que produce vasoconstricción en el tejido cerebral normal y reduce la PIC.

Los corticoesteroides (dexametasona  o metilprednisolona) no son útiles en el edema postraumático, ECV, infartos o edema perihemorrágico. Se emplea fundamentalmente en tumores intracraneales y el edema vasogénico. La dosis intravenosa de la dexametasona es de 10 mg en una dosis carga inicial y luego 4 mg c/6 horas y en niños entre 0,1 a 0,2 mg/kg cada 6 horas. El efecto comienza a las 12-24 h de iniciada la terapia y debe ser administrado en corta duración (1 semana). Mecanismo de acción en estos pacientes es incierto, probablemente estabiliza la membrana lisosomal y la barrera hematoencefálica. No afecta el flujo sanguíneo cerebral.
Los barbitúricos, como el tiopental y el pentobarbital se indican en pacientes con HIC para mejorar la tasa metabólica cerebral, desplazando la sangre del tejido sano al tejido lesionado, conocido como el fenómeno de Robin Hood. También estabilizan las paredes de lisosomales, actúan como colectores de radicales libres e inhiben la formación de prostaglandinas.
La indometacina se indica como alternativa de segunda línea en pacientes con HIC, para la disminución del flujo sanguíneo cerebral sin afectar la captación cerebral de O2. La indometacina se ha administrado por varias vías incluida la rectal, la dosis de carga recomendada es de 0,4 mg/kg, seguida de una infusión de 0,4 mg/kg/ cada hora; el periodo de acción es de aproximadamente 6 horas sin evidencias de adaptación en este periodo.